# Marina melilotina
Marina melilotina är en ärtväxtart som beskrevs av Rupert Charles Barneby. Marina melilotina ingår i släktet Marina och familjen ärtväxter. Inga underarter finns listade i Catalogue of Life.